# モントゥ・ベッカリーア
モントゥ・ベッカリーア（伊: Montù Beccaria）は、イタリア共和国ロンバルディア州パヴィーア県にある、人口約1,600人の基礎自治体（コムーネ）。

## 地理

### 位置・広がり

#### 隣接コムーネ
隣接するコムーネは以下の通り。
- ボズナスコ
- カンネート・パヴェーゼ
- カスターナ
- モンテスカーノ
- ロヴェスカーラ
- サン・ダミアーノ・アル・コッレ
- サンタ・マリーア・デッラ・ヴェルサ
- ストラデッラ
- ゼネヴレード

### 気候分類・地震分類
気候分類では、zona E, 2947 GGに分類される。
また、イタリアの地震リスク階級 (it) では、zona 3 (sismicità bassa) に分類される
。

## 行政

### 分離集落
モントゥ・ベッカリーアには、以下の分離集落（フラツィオーネ）がある。
- Bergamasco, Bosco Negredo, Casa Barbieri, Casa Bianca, Costa Montefedele, Figale, Loglio di Sopra, Loglio di Sotto, Maccarone dei Frati, Moriano, Poggiolo, Roncole